# Cogumelo Plutão
Cogumelo Plutão é uma banda de rock brasileira, formada em 1997. Tornou-se conhecida em 2000, com o sucesso da música "Esperando na Janela" e por seu álbum de estreia Biblioteca de Sonhos. Após alcançar o sucesso nacional, a banda entrou em hiato devido ao aneurisma sofrido pelo vocalista Blanch Van Gogh. Depois de encerrar e voltar às atividades algumas vezes, a banda permanece ativa atualmente.
Além da sua principal canção de sucesso, a banda também é conhecida pela música "Adormecendo" (trilha sonora de Amor Eterno Amor), e pelas composições "Uma Vez Mais" (trilha sonora de Alma Gêmea) e "Beijar na Boca" (hit do Carnaval de 2009).

## Carreira

### 1997—2001: Início,Biblioteca de Sonhos
A banda chegou ao seu auge em 2000 com a música "Esperando na Janela", que durante 6 meses ficou no Top 10 de todas as rádios do Brasil, e durante três semanas, se manteve no quarto lugar na lista das músicas de pop rock mais tocadas nas rádios do Rio de Janeiro.  "Esperando na Janela" também foi trilha sonora da novela Laços de Família, da TV Globo, e seu videoclipe alcançou marcas históricas na MTV Brasil, o principal veículo de exibição de videoclipes na época, sendo até mesmo indicado na categoria "Videoclipe do Ano" por escolha da audiência, no prêmio MTV Video Music Brasil. O single "Esperando na Janela" vendeu mais de 2,5 milhões de unidades, sendo certificado com 2x disco de diamante. O álbum de estreia, Biblioteca de Sonhos, vendeu 150 mil unidades no primeiro mês de lançamento e foi certificado pela ABPD como disco de ouro.
Em 2006, a canção "Uma Vez Mais", tornou-se trilha sonora da novela Alma Gêmea, na voz de Ivo Pessoa.
Em 2001, o Cogumelo Plutão chegou a encerrar suas atividades, mas em 2007 a banda retornou, quando Blanch Van Gogh gravou uma fita demo com novas composições para apresentar a algumas gravadoras. Nesta fita, foi adicionada a canção "Beijar na Boca". A canção virou sucesso nas emissoras do Sul e Sudeste do Brasil. Mais tarde, a cantora Claudia Leitte regravou “Beijar na Boca” em seu DVD Ao Vivo em Copacabana, e a música tornou-se sucesso nacional, sendo a mais tocada no Carnaval de 2009. "Beijar na boca" foi regravada pelo cantor porto-riquenho Chayanne em 2010, se tornando sucesso em vários países da América Latina, na versão "Besos en La Boca". O Cogumelo Plutão, depois disso, recebeu convites de duas gravadoras dos Estados Unidos, mas assinou contrato com a Universal Music.
Em 2012, a canção "Adormecendo", da banda, tornou-se trilha sonora da telenovela Amor Eterno Amor.

### 2024: O Retorno
Em 2024, a banda está celebrando os 25 anos de seu disco de estreia, Biblioteca de Sonhos, com uma tour especial em andamento, que começou pelo sul do Brasil. Este evento significativo na trajetória do grupo é marcado por apresentações em várias cidades, reafirmando sua influência e legado no cenário musical.

## Discografia

### Álbuns de estúdio
- Biblioteca de Sonhos (2000)
- Amor à Primeira Vista (2014)
- Ave Impèrio (2018)
- Relíquias (2025)

### EPs
- Voando pelo Campo dos Sonhos (2024)
- Eu Quero Tanto (2024)
- Cogumelo Plutão Acústico (2025)

### Singles
- Cada Instante Sem Você (2017)
- Deus (2023)
- Beijar na Boca (2023)
- Vem pro Meu Mundo (2023)
- Uma Vez Mais (2023)
- Adormecendo (2023)
- Musa (2023)

### Trilha Sonora em Novelas
- Esperando na Janela – Laços de Família (2000)
- Adormecendo – Amor Eterno Amor (2012)
- Uma Vez Mais – Alma Gêmea (2005)

## Prêmios e indicações
| Ano  | Prêmio                 | Categoria                                | Nomeação                                | Resultado | Ref.   |
| ---- | ---------------------- | ---------------------------------------- | --------------------------------------- | --------- | ------ |
| 2001 | MTV Video Music Brasil | Videoclipe do ano (escolha da audiência) | Cogumelo Plutão - "Esperando na Janela" | Indicado  | [ 11 ] |